# 八村阿蓮
八村 阿蓮（はちむら あれん、1999年〈平成11年〉12月20日 - ）は、日本のプロバスケットボール選手。富山県富山市出身。B.LEAGUEの神戸ストークス所属。ポジションはスモールフォワード。
父親がベナン人、母親が日本人。兄の八村塁もバスケットボール選手。妹は八村安美菜。

## 来歴
4人兄弟姉妹の次男で、年子（ただし学年は2つ違い）の兄と2人の妹がいる。明成高等学校から東海大学体育学部競技スポーツ学科に進み、3年次に関東大学リーグ戦の代替大会たるオータムカップで優勝に貢献し優秀選手賞に選ばれた。2020〜21年シーズンはサンロッカーズ渋谷、2021〜22年シーズンは群馬クレインサンダーズに特別指定選手として加入。
2022〜23年シーズン途中に群馬でプロデビュー。3年間プレーした後、2025年オフに神戸ストークスへ移籍した。

## 個人成績

### 受賞歴
- 第94回関東大学バスケットボールリーグ戦: 優秀選手賞
- 第70回全日本大学バスケットボール選手権大会: 優秀選手賞
- 第59回関東大学バスケットボール新人戦: 優秀選手賞
- オータムカップ2020: 優秀選手賞

## 代表歴
- U16日本代表
- U18日本代表
- U22日本代表
- 国体宮城県代表